# بلویو (کلرادو)
{{Infobox settlement

|official_name=بلویو، کلرادو
|other_name=
|native_name=
|nickname=
|settlement_type=محدوده ثبت‌نشده
|motto=

|image_skyline=Bellvue-Store.JPG
|pushpin_map=Colorado
|pushpin_label_position=left 
|pushpin_map_caption=Location within the state of Colorado
|pushpin_mapsize=

|subdivision_type=کشور
|subdivision_name= ایالات متحده آمریکا|subdivision_type1=ایالت آمریکا
|subdivision_name1= کلرادو
بلویو (به انگلیسی: Bellvue) یک منطقهٔ مسکونی در ایالات متحده آمریکا است که در Larimer County واقع شده‌است. بلویو ۱٬۵۶۵ متر بالاتر از سطح دریا واقع شده‌است.